# Seuilly
Seuilly è un comune francese di 437 abitanti situato nel dipartimento dell'Indre e Loira nella regione del Centro-Valle della Loira.

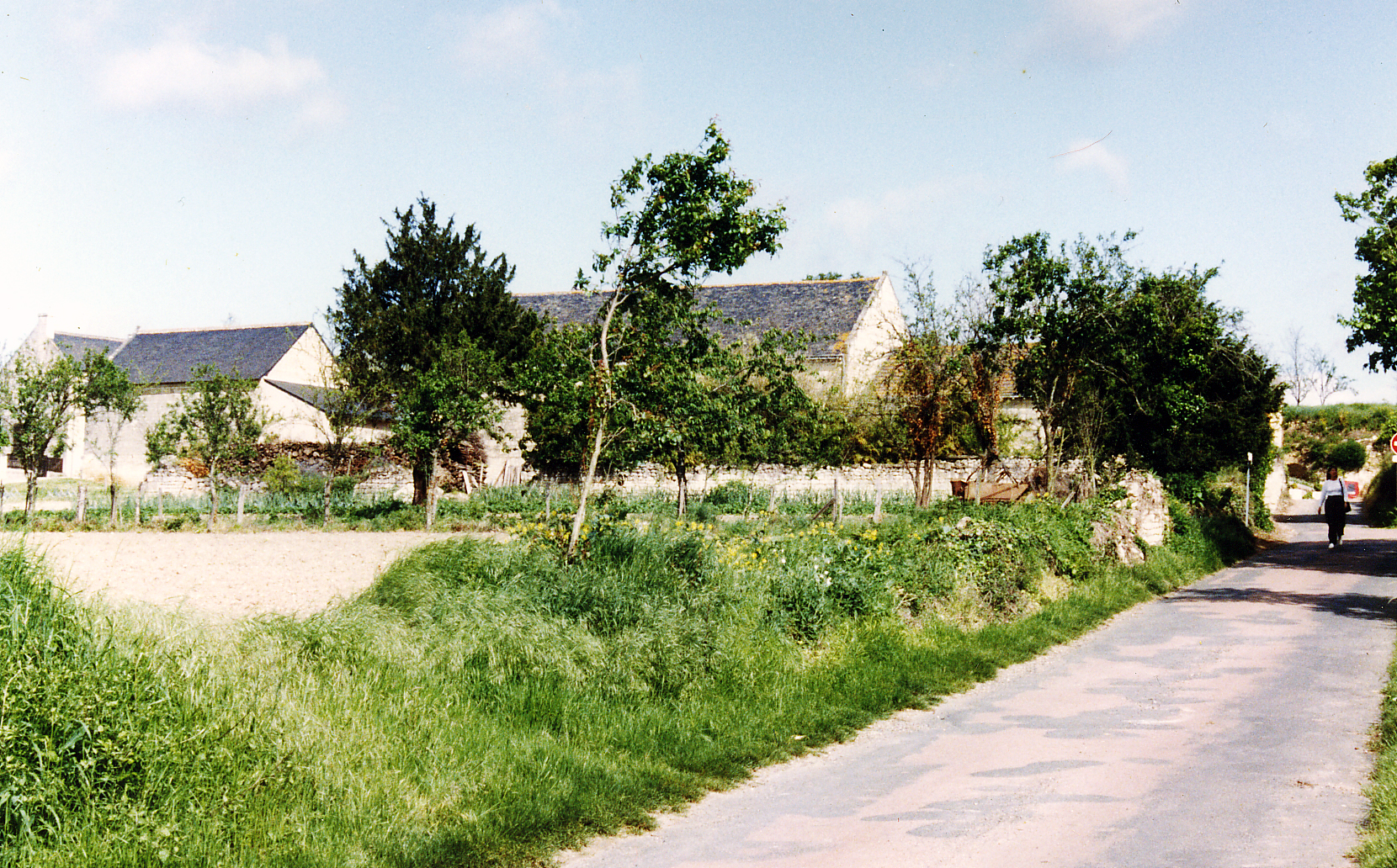
La Devinière, casa natale di François Rabelais

## Società

### Evoluzione demografica
Abitanti censiti